# دبرا اندرسون
دبرا اندرسون نویسنده کانادایی که در سال 2009 جایزه دین اوگیلوی را از انجمن نویسندگان کانادا برای نوشتن در مورد موضوعاتی مانند: لزبین، گی، دوجنسی یا فراجنسیتی را از آن خود کرد.
او فارغ‌التحصیل رشته نویسندگی خلاق از دانشگاه یورک است و آثار او عبارتند از: رمان کد سفید (۲۰۰۵) و نمایشی با نام خویشتن داری است. آثار وی همچنین در نشریه «Bent on Writing» نیز بررسی شده‌اند: قصه‌های عجیب و غریب امروزه (۲۰۰۲)، بی پروایی زنانه: افسون زنانه (۲۰۰۲)، خوره، چموش و تبهکار (۲۰۰۳) و پشتکار: مردانه و زنانه (۲۰۱۱) از دیگر آثار اوست. وی همچنین آثار خود را در نشریات مختلفی نیز به چاپ رسانده‌است که از آن جمله می‌توان به نشریات: Fireweed,  Xtra! , The Church-Wellesley Review, Tessera, Shameless, periwinkle, Zygote, Acta Victoriana, Hook & Ladder, dig and Siren اشاره کرد.
دبورا در دوران تحصیلش در دانشگاه یورک توانست جایزه جورج رایگا برای نوشتن نمایشنامه دانشجویی در رشته نمایشنامه‌نویسی را از آن خود کند. او همچنین موفق به تولید فیلم انیمیشنی به نام به من دست نزن در فستیوال ویدئویی اینساید اوت سال ۱۹۹۸ شده‌است.
اندرسون همچنین، بنیانگذار مجموعه سریالی به نام خودت را نشان بده در تورنتو است که به معرفی نویسندگان زن محلی می‌پردازد.